# Frances Burke Roche
Pour les articles homonymes, voir Burke et Roche (homonymie).
Frances Burke Roche, née le 20 janvier 1936 à Sandringham et morte le 3 juin 2004 à Seil, est une aristocrate britannique, mère de Diana, princesse de Galles.

## Biographie
Frances Burke Roche, née le jour  du décès du roi George V, est la fille d'Edmund Maurice Burke Roche, 4e baron Fermoy, un ami du roi George VI, et de son épouse dame Ruth Sylvia Gill,, dame d'honneur de la reine-mère Elizabeth. Elle est la sœur aînée d'Edmund James Burke Roche, 5e baron Fermoy. La famille Roche est originaire de la ville de Cork, en Irlande, et donna plusieurs maires de Cork (en) dont Maurice FitzEdmund Roche, premier du nom, qui fut élu maire de la ville en 1488. Elle est apparentée au philosophe Edmund Burke[réf. nécessaire].
Le 1er juin 1954 à l'Abbaye de Westminster, elle épouse Edward Spencer, vicomte Althorp, fils d'Albert Spencer, 7e comte Spencer et de son épouse lady Cynthia Hamilton. Cinq enfants naissent de cette union :
- Sarah Spencer (née le 19 mars 1955), Mme Neil McCorquodale ;
- Jane Spencer (née le 11 février 1957), baronne Fellowes ;
- John Spencer (né et mort le 12 janvier 1960) ;
- Diana Spencer (née le 1er juillet 1961 et morte le 31 août 1997), princesse de Galles ;
- Charles Spencer (né le 20 mai 1964), 9e comte Spencer.

En avril 1969, Frances et Edward Spencer divorcent. Le 2 mai suivant, Frances épouse son amant Peter Shand-Kydd (1925-2006), également divorcé, héritier d'une fortune bâtie par son père dans l'industrie du papier peint. Ce mariage ne se révèle pas plus heureux que le premier et le couple se sépare en 1988, Peter Shand-Kydd retournant vivre auprès de sa première épouse en 1995.
En 1994, Frances se convertit au catholicisme et passe le reste de sa vie à s'occuper d'œuvres caritatives.

## Titulature
- L'honorable Frances Burke Roche (1936-1954)
- La vicomtesse Althorp (1954-1969)
- Frances, vicomtesse Althorp (1969)
- L'honorable Mme Shand-Kydd (1969-2004)